# Aktiengesellschaft (Kanada)
Die Corporation (Corp.) ist die kanadische Form der Aktiengesellschaft und ist in Kanada auch für kleine und mittlere Unternehmen die gebräuchlichste Form der Kapitalgesellschaft. Sie ist eine von vier möglichen Rechtsformen. Als Rechtsgrundlage dient das kanadische Aktiengesetz, der Canada Business Corporations Act.

## Überblick
Die Corporation gehört zur Gruppe der Kapitalgesellschaften. Als juristische Person ist sie eine selbständig rechtsfähige rechtliche Einheit. Sie kann Eigentum erwerben, Verträge abschließen und vor Gericht klagen und verklagt werden. Die Aktionäre haften im Falle eines Verlustes nur mit dem eingesetzten Vermögen. Die Firma der Gesellschaft muss jeweils einen die Rechtsform kennzeichnenden Zusatz enthalten. In der Regel werden die Zusätze Corporation oder die Abkürzung Corp. verwendet, gebräuchlich sind aber auch Limited (Ltd.), Limitée (Ltée), Incorporated (Inc.), Incorporée (Inc.), Société par actions de régime fédéral (S.A.R.F). Von der Corporation gibt es folgende Ausprägungen:

### Private Corporation
Die Private Corporation oder Non-Distributing Corporation ist die für kleine und mittlere Kapitalgesellschaften übliche Unternehmensform. Sie kann von einer oder mehreren Personen gegründet werden. Die Aktien dürfen nicht öffentlich angeboten werden und können nicht an der Börse gehandelt werden.

### Public Corporation
Die Public Corporation oder Distributing Corporation ist die übliche Unternehmensform für börsennotierte Aktiengesellschaften. Deshalb unterliegt sie strengeren Berichts- und Meldepflichten.

### Federal Corporation
Aktiengesellschaften in Kanada können nach dem Recht des Bundesstaats (Federal Corporation) oder nach dem Recht einer Provinz oder der Territorien gegründet werden. Bundesstaatliche Gründungen unterliegen dem Canada Business Corporations Act, Gründungen nach dem Recht einer Provinz oder der Territorien den entsprechenden regionalen Gesetze. Alle Aktiengesellschaften müssen sich in der Provinz des Sitzes zusätzlich registrieren lassen.

## Geschichte

Die Flagge der Hudson’s Bay Company

Die ersten Aktiengesellschaften im Gebiet des heutigen Kanada wurden ab dem 17. Jahrhundert als Handelsgesellschaften tätig.
1670 wurde die Hudson’s Bay Company – ihr vollständiger Name lautete: Governor and Company of Adventurers of England trading into Hudson’s Bay – mit einer königlichen Urkunde von Karl II. gegründet. In ihren Versammlungen, den general courts, wählten sie den Vorsitzenden (Governor), seinen Vertreter (Deputy Governor) und den Vorstand, Board of Directors genannt. Die Anteile durften nur mit ihrer Genehmigung und der des Governors verkauft werden, eine Bestimmung, die bis 1863 Bestand hatte. Die Urkunde gewährte dem Unternehmen das Monopol auf den Handel mit den Indianern, insbesondere auf den Fellhandel, in dem Gebiet, das von allen Flüssen bewässert wurde, die in die Hudson Bay mündeten. Die North West Company wurde 1783 in Montreal gegründet und stand in Konkurrenz zur Hudson’s Bay Company. Die Spannungen zwischen beiden Unternehmen wurden so groß, dass es zu verschiedenen gegenseitigen Überfällen auf Handelsposten kam. 1821 wurden beide Gesellschaften fusioniert. Die Hudson’s Bay Company ist das älteste eingetragene Unternehmen in Kanada und zählt heute zu den ältesten Unternehmen der Welt.
Am 26. Juli 1852 wurde die erste Börse gegründet, als sich eine Gruppe von Unternehmern aus Toronto versammelte, um eine Association of Brokers zu gründen. Der Nachfolger, die Toronto Stock Exchange, ist Kanadas größte Börse, die drittgrößte Börse in Nordamerika und die sechstgrößte Börse der Welt. Der S&P/TSX 60 ist der wichtigste Aktienleitindex dieser Börse.